# Jaan Rääts
Jaan Rääts, né le 15 octobre 1932 à Tartu en Estonie et mort le 25 décembre 2020, est un compositeur, pianiste et professeur de musique estonien. 

## Biographie
Après des leçons de piano dans sa ville natale de 1945 à 1952, Rääts étudie le piano et la composition à l'Académie de musique de Tallinn, avec Heino Eller et Mart Saar, un élève de Nikolaï Rimski-Korsakov, dès 1957 (la même année qu'Arvo Pärt, qui a aussi Eller pour professeur). 
À partir de 1955, il est ingénieur du son à la radio, puis à la télévision estonienne en 1966, assurant le poste de directeur musical jusqu'en 1974. Ensuite, Rääts enseigne la composition au conservatoire de Tallinn à partir de 1978, ce qu'il avait fait épisodiquement depuis 1968. Il y est nommé professeur en 1990. Parmi ses élèves figurent Raimo Kangro, Lepo Sumera, Timo Steiner et Erkki-Sven Tüür. Il est membre de l'union des compositeurs estoniens à partir de 1957 et en devient président de 1974 à 1993.
Pendant plus de dix ans, il a travaillé pour le cinéma, laissant quatorze partitions de musique de films estoniens.
Il est élu député en 1985 et réélu en 1990.
Il est l'un des grands compositeurs d'Estonie d'aujourd'hui. Il a enseigné à l'Académie de musique, en Estonie jusqu'en 2007, date à laquelle il prend sa retraite.

## Hommages
- 1972 : Prix d'État de la RSS d'Estonie pour ses 24 Préludes pour piano, op. 33
- 1977 : Artiste du Peuple de la RSS d'Estonie
- 2002 : Ordre de l'Étoile blanche d'Estonie de 3e classe
- 2015 : le Gallery of Estonia (le pavillon estonien) dans le cadre de la journée de clôture de l'Exposition universelle de 2015 invite le pianiste Nicolas Horvath à donner le premier récital 100% Jaan Rääts

## Style
Les caractéristiques stylistiques de la musique de Jaan Rääts peuvent se définir par la veine néoclassique. Selon lui, il est cependant capable d'inclure dans ses compositions toutes les influences possibles, notamment folkloriques. Le rythme joue un rôle très important dans ses œuvres. La pièce emblématique des compositeurs estoniens de sa génération est son Concerto pour orchestre de chambre no 1, op. 16 (1961), sans doute l'œuvre la plus jouée jusqu'à ce jour. 
Au tournant des années 1980, il s'intéresse au minimalisme de Philip Glass. Son deuxième concerto pour violon (1979) par exemple, en évoque immédiatement les accents répétitifs, mais aussi des atmosphères étales, proches du Arvo Pärt de Tabula Rasa (1977).

## Œuvres
Le catalogue des compositions de Jaan Rääts comprend 128 opus et des compositions pour le cinéma (entre 1963 et 1976). Ses autres œuvres connues couvrent la période comprise entre 1957 et 2003.
Il laisse une dizaine de sonates pour piano, plus de 20 concertos pour instruments solistes, 8 symphonies, de nombreuses œuvres de chambre, dont 6 quatuors à cordes.

### Piano
- 10 sonates pour piano (1959-2000)
  - Sonate no 5, opus 55
  - Sonate no 7, opus 61
  - Sonate no 8, opus 64
  - Sonate no 9, opus 76
  - Sonate no 10, opus 114
- 24 Préludes pour piano, opus 33 (1968)
- 24 Bagatelles pour piano, opus 50
- 24 prelüüdi eesti rahvaviisidele [24 Préludes estoniens] pour piano, opus 60 (1977)
- 24 Marginalia pour piano, opus 65 (1982)
- 24 Préludes estoniens pour piano, opus 80
- 24 Préludes estoniens pour piano, opus 83
- 4 pour piano, opus 125
- Prelüüd pour piano, opus 128 (2014)

#### Deux pianos
- 24 marginalia, pour deux pianos, opus 68
- Sonate pour deux pianos, opus 82 (1990)

### Musique de chambre
- Méditation sur un thème de Mozart pour violon seul, opus 94
- Pièce pour flûte à bec en fa majeur, opus 103

#### Avec guitare
- Allegro pour violon et guitare, opus 93
- Musique sans nom, pour flûte et guitare, opus 107. Durée : environ 7 minutes.
- Trio pour guitare, piano et percussion, opus 121

#### Trios et quatuors
- 7 Trios avec piano (1957-2003) :
  - Trio no 2, opus 17
  - Trio no 4, opus 56
  - Trio no 6, opus 81
  - Trio no 7, opus 125
- Kaleidoskopische, Études pour clarinette, violoncelle et piano, opus 97
- 6 Quatuors à cordes (1955-1983)

#### Autres œuvres de musique de chambre
- Trois quintettes pour piano (1957-1970)
  - Quintette no 3 opus 38 (1970)
- Variations sur un thème de Hanns Eisler pour flûte, violon, violoncelle, piano et clavecin, opus 62 (1978)
- Sextuor pour piano et vents, opus 46 (1972)
- Sextuor pour deux pianos et quatuor à cordes, opus 84 (1990)
- Sextuor à cordes, opus 98 (1997)
- Nonet, opus 29 (1967)

### Orchestre
- Symphonie no 1, opus 3 (1957) Durée : 17 minutes. Œuvre de fin d'études.
- Symphonie no 2, opus 8 (1958, rev. 1987 comme op. 79) Durée : environ 17 minutes.
- Symphonie no 3, opus 10 (1959) Durée : 16 minutes.
  1. I. Allegro. Alla breve
  2. II. Largo
  3. III. Vivo
  4. IV. Andante
  5. V. Allegro. Alla breve
- Symphonie no 4, opus 13 « Cosmique » (1959) Durée : environ 25 minutes.
  1. I. Allegro
  2. II. Andante – Allegro « Clair de lune »
  3. III. Vivo « premier interlude »
  4. IV. Largo « second interlude »
  5. V. Final « Motions »
- Symphonie no 5, opus 28 (1966) Durée : environ 25 minutes
  1. I. Allegro
  2. II. Andantino
  3. III. Allegro
  4. IV. Andantino
  5. V. Allegro
- Symphonie no 6, opus 31 (1967) Durée : environ 14 minutes.
  1. I. Allegro
  2. II. Andantino
  3. III. Allegro
- Symphonie no 7, opus 47 (1972) Durée : environ 21 minutes.
  1. I. Allegro
  2. II. Andante
  3. III. Allegro
- Symphonie no 8, opus 74 (1985) Durée : environ 20 minutes.
  1. I. Allegro
  2. II. Andante
  3. III. Allegro
- Ode pour le premier cosmonaute, poème symphonique opus 14 (1961) Durée : environ 9 minutes.
- Concerto pour orchestre de chambre no 1, opus 16 (1961)
- Concerto pour orchestre de chambre no 2, opus 78 (1987)
- Viis eskiisi reekviemile [Cinq croquis pour un Requiem], opus 100 (1996–97) Durée : 22 minutes.
  1. I. Kyrie
  2. II. Dies irae
  3. III. Lacrimosa
  4. IV. Sanctus. Agnus Dei
- Intrada pour orchestre de chambre, opus 102 (1997) Durée : 13 minutes. Dédiée au chef d'orchestre Tõnu Kaljuste.

#### Ballet
- Suite Virumaa pour orchestre à cordes et piano, opus 115 (2000)

### Concertos
24 concertos pour divers instruments :
- Concertos pour violon
  - Concerto pour violon no 1 et orchestre de chambre et piano, opus 21 (1963) Durée : environ 12 minutes.
  - Concerto pour violon no 2 et orchestre de chambre et clavecin, opus 63 (1979)
  - Concerto pour violon no 3 et orchestre de chambre, opus 96 (1995) Dédié au violoniste allemand Florian Meierott (* 1968). Version violon et orgue op. 96b.
- Concertos pour piano
  - Concerto pour piano no 1, opus 34 (1968)
  - Concerto pour piano no 2, opus 70 (1983)
  - Concerto pour piano no 3, opus 83 (1990)
  - Concerto pour deux pianos et orchestre, opus 77 (1986)
  - Concertino pour piano et orchestre de chambre, opus 9 (1958)
  - Concerto pour piano et orchestre de chambre, opus 41 (1971)
- Concertos pour violoncelle
  - Concerto pour violoncelle no 1, opus 27 (1966)
  - Concerto pour violoncelle no 2, opus 43 (1971)
  - Concerto pour violoncelle no 3, opus 99 (1997)

Concertos divers
- Concerto pour guitare, orchestre à cordes et piano préparé, opus 88 (1992)
- Concerto pour flûte, guitare et orchestre opus 117 (2000)
- Concerto pour cinq, pour trois trompettes, guitare, percussions et orchestre à cordes avec piano, opus 120 (2002)
- Concerto pour trompette, piano et orchestre à cordes, opus 92 (1993) Durée : moins de 16 minutes.
- Concerto pour violon et guitare (1998)
- Concerto pour deux guitares (1999)

### Musique vocale
- Printemps, Oratorio sur un texte de Maïakovski pour chœur d'enfants et orchestre, opus 15 (1961)
- Karl Marx, pour récitant chœur et orchestre, opus 18 (1962–64)
- Cantate d'école, pour chœur d'enfants et orchestre opus 32 (1968)

### Musique de films
14 musiques de films ou documentaires estoniens :
- 1963 : Roosa kübar [Chapeau rose] court métrage de Veljo Käsper
- 1964 : Kivine hällilaul documentaire de Valeria Anderson (17 min)
- 1965 : Supernoova drame de Veljo Käsper
- 1965 : Null kolm drame de Igor Yeltsov
- 1966 : Tütarlaps mustas drame de Veljo Käsper, avec Juozas Budraitis et Gerlinda Kopelman
- 1967 : Viini postmark [Timbre de Vienne] comédie de Veljo Käsper, avec Jüri Järvet
- 1969 : Gladiaator drame de Veljo Käsper
- 1971 : Tuulevaikus drame de Veljo Käsper
- 1972 : Väike reekviem suupillile drame de Veljo Käsper
- 1974 : Ohtlikud mängud [Jeux dangereux] drame de Veljo Käsper
- 1976 : Aeg elada, aeg armastada [Le temps de vivre, le temps d'aimer] de Veljo Käsper, avec Ita Ever et Aida Zara.
- 1982 : Pihlakaväravad  drame de Veljo Käsper

## Discographie
Une quarantaine de disques, tant en vinyle qu'en compact, ont été publiés depuis les années 1970.
- Sonates pour piano nos 1, 2, 3, 4, 9 & 10 (vol. 1) - Nicolas Horvath (2017, Grand Piano Records GR765) (OCLC 987057131)
- Un portrait du célèbre compositeur estonien Jaan Rääts : Concerto pour violon no 2, Sonate pour deux pianos, Trios avec piano no 6, Quintette avec piano no 3 - Jewgeni Schuk, violon (1975 à 1992, Antes Edition BM-CD 31.9065) (OCLC 47208266)
- Marginalia - Kalle Randalu, piano et synthétiser ; Jaan Rääts, Sven Grunberg, électronique (1980 et 2013 Antes Edition) (OCLC 888516942)
- Symphonie no 8 - Magdeburgische Philharmonie, Dir. Christian Ehwald (2003, Antes Edition BM-CD 31.9183)
- Symphonie no 5 - Anhalt Philharmonic Dessau, Dir. Golo Berg (2005, Antes Edition BM-CD 31.9204)
- Concerto pour orchestre de chambre no 1, op. 16 - Orchestre de chambre de Moscou, Dir. Rudolf Barshaï (14 octobre 1963, Rudolf Barshai Edition 10CD Brilliant Classics 9010/8)
- Symphonies nos 3 et 6, Concerto pour violon et orchestre de chambre - Lemmo Erendi, violon Orchestre Symphonique de la Radio estonienne, Dir. Neeme Järvi (1969, LP Melodiya 33D-025161-2)
- Symphonie no 4 (+ A. Pärt, Symphonie 1 & Perpetuum Mobile) - Orchestre Symphonique de la Radio estonienne, Dir. Neeme Järvi (1966, LP Melodiya S 01325-6)
- Symphonie no 7, Quintette avec piano et 7 Préludes - Orchestre Symphonique de la Radio estonienne, Dir. Neeme Järvi (1975, LP Melodiya S10 05943-4)